# Merdigera obscura
Bulime obscur, Bulime boueux
Espèce
Synonymes
- Helix obscura O. F. Müller, 1774
- Ena obscura O. F. Müller, 1774
- Bulimus humberti Bourguignat, 1857
- Buliminus umbrosus Mousson, 1873
- Buliminus talyschanus Böttger, 1880

Statut de conservation UICN

LC : Préoccupation mineure
Répartition géographique
Merdigera obscura, le Bulime obscur ou Bulime boueux, est une espèce de mollusques gastéropodes stylommatophores terrestres de la famille des Enidae.

## Description
Coquille brune, peu brillante, longue de 7,5 à 10,5 mm, et large de 3 à 4 mm, fusiforme, à six tours à suture profonde, avec des stries d'accroissement irrégulières, un péristome blanc et réfléchi. Elle ressemble beaucoup à celle d'Ena montana, en plus petit. L'animal est foncé, avec les côtés et le pied plus clairs.   
Pour se camoufler, les bulimes obscurs, surtout juvéniles, peuvent recouvrir leur coquille de terre et de petits débris collés avec du mucus, passant ainsi inaperçus,. 

## Répartition et habitat
Le bulime obscur est largement répandu en Europe, dans le Nord-ouest de l'Afrique, et à l'Est, jusqu'en Asie Centrale. Au Nord, il devient plus localisé, et atteint le sud de la Scandinavie, devenant rare au-dessus du 60° Nord,. La localité type est le Danemark. 
Il vit dans les bois, les haies, les murs, les rochers ombragés. Par temps humide, il monte sur les murs et les rochers. Il dépasse 2 000 m d'altitude dans les Alpes,. 

## Biologie
Il pond entre 12 et 20 œufs entre mai et octobre. Les jeunes éclosent après deux semaines, et la maturité est atteinte au début de la deuxième année de vie.

## Taxonomie
La description originale a été faite par le malacologiste Otto Friedrich Müller en 1774 sous le protonyme d'Helix obscura, en indiquant comme nom vernaculaire français « le grain d'orge ».
Il appartient à la sous-famille des Eninae, et à la tribu des Multidentulini.

## Galerie

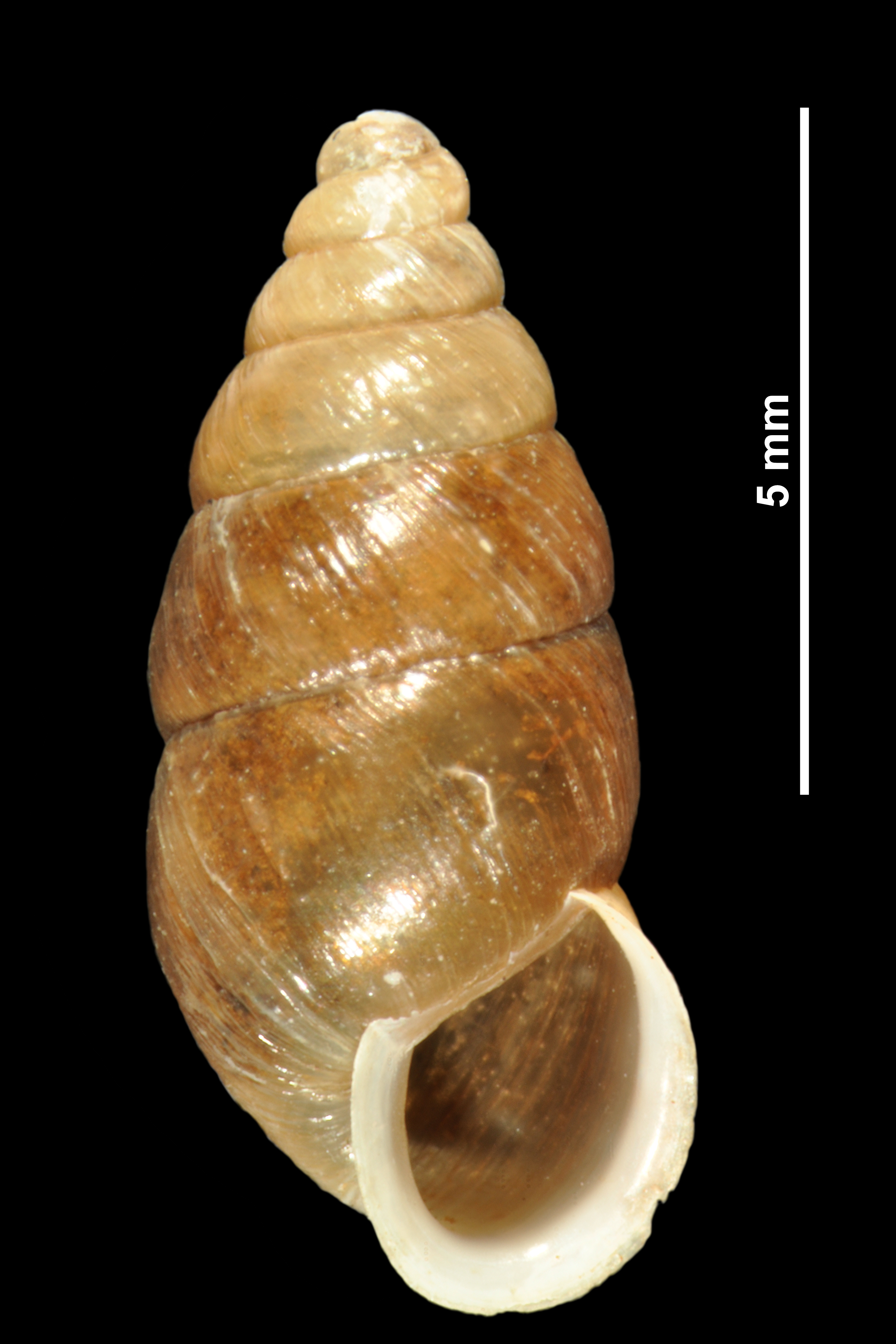
Coquille de Merdigera obscura.
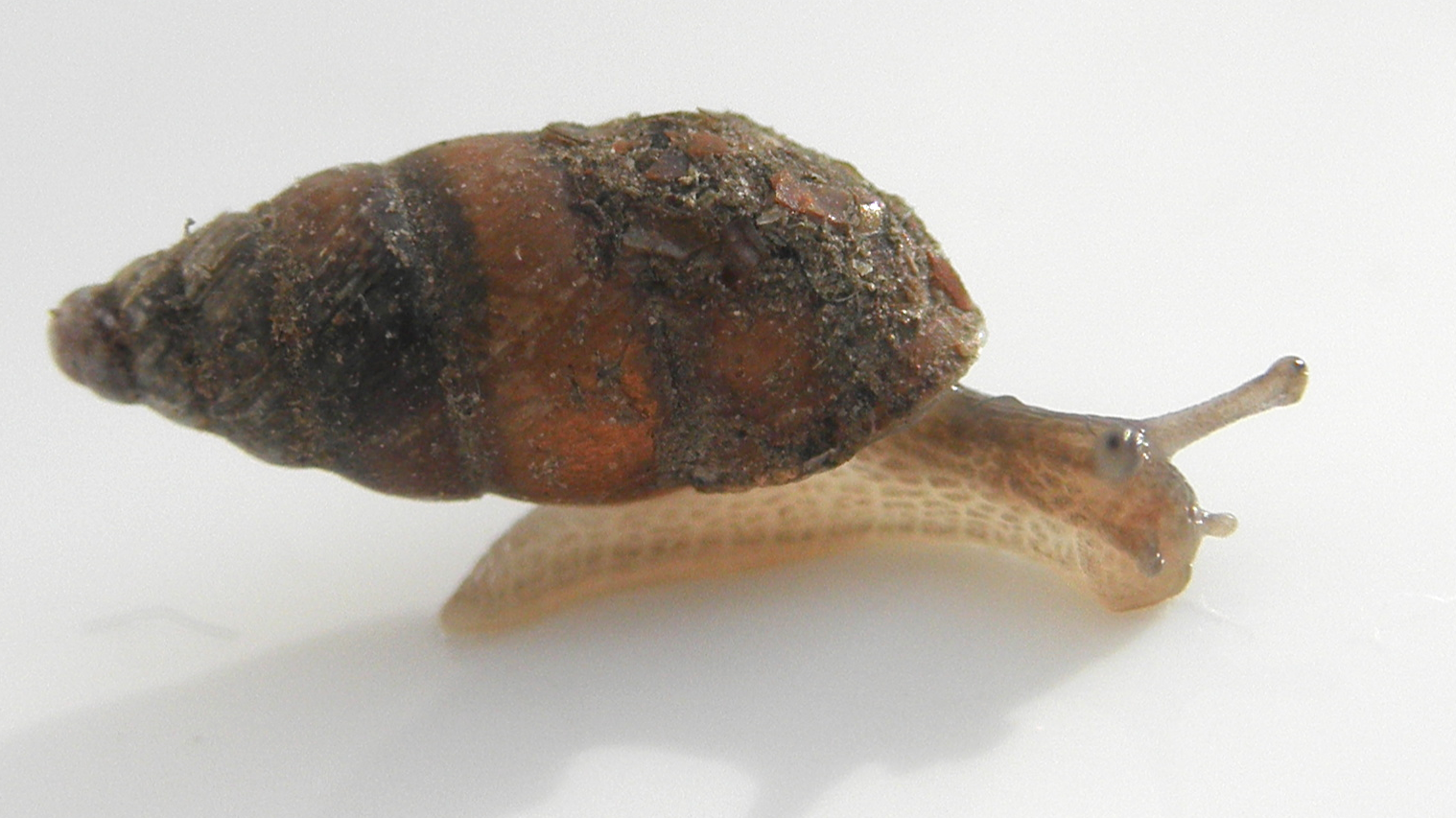
Jeune avec coquille recouverte de terre.
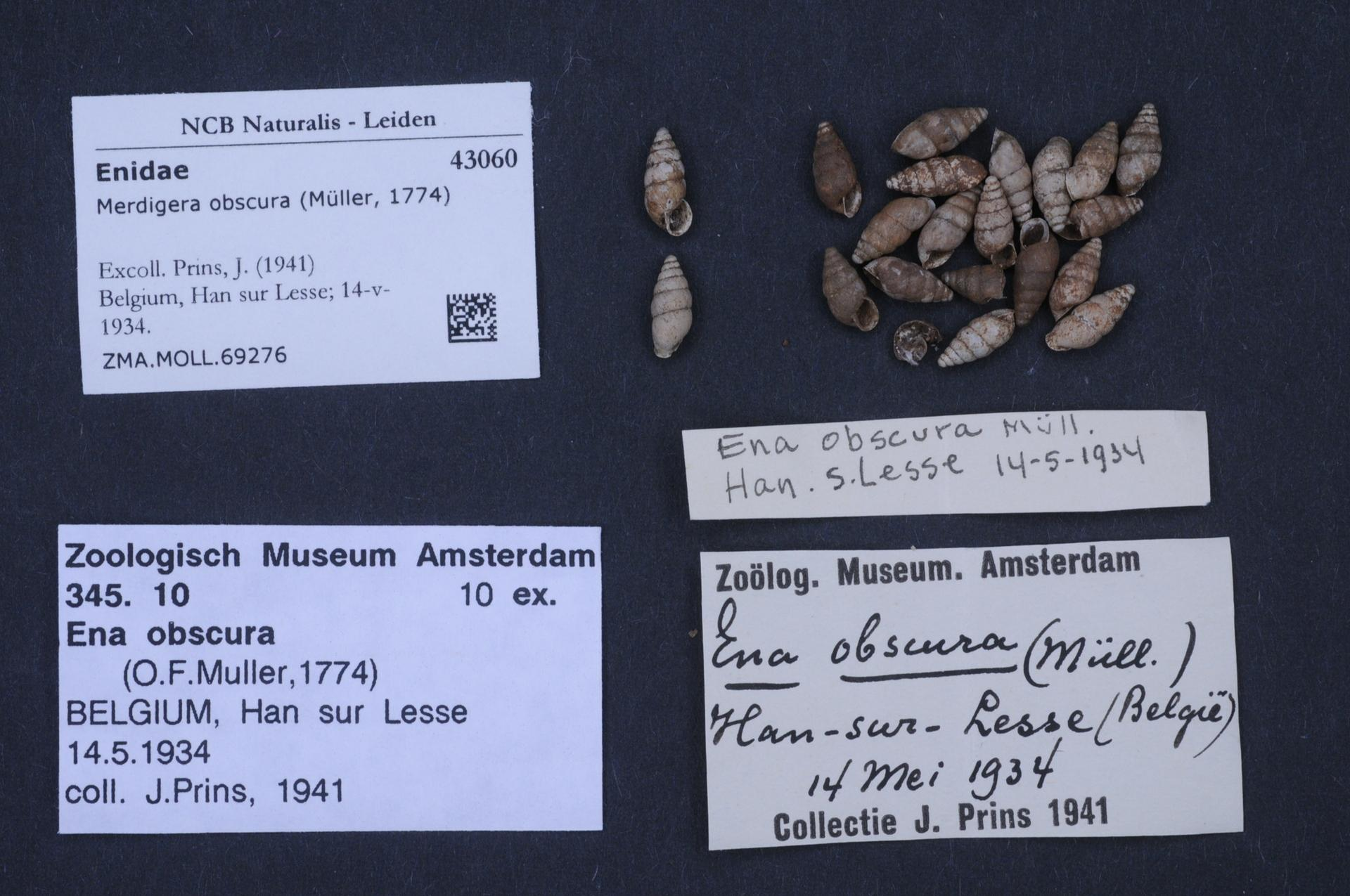
Merdigera obscura, Musée d'Amsterdam.